# Бернетт, Джон Харрисон
Джон Харрисон Бёрнетт (англ. John Harrison Burnett, 21 января 1922 — 22 июля 2007) — британский ботаник, профессор ботаники, профессор сельской экономики, миколог, президент Британского микологического общества.  

## Биография
Джон Харрисон Бёрнетт родился в городе Пейсли 21 января 1922 года.
В 1948—1949 годах Бёрнетт был преподавателем в Lincoln College, Оксфорд. В 1949—1953 годах он был сотрудником Magdalen College, Оксфорд, а также лектором и демонстратором в Оксфордском университете.
В 1954—1955 годах Джон Харрисон Бёрнетт был преподавателем ботаники в Ливерпульском университете, а в 1955—1960 годах — профессором ботаники в Сент-Андрусском университете.
В 1959—1974 годах Бёрнетт был председателем Шотландского садоводческого научно-исследовательского института. В 1963—1968 годах он был профессором ботаники в Ньюкаслском университете и деканом факультета естественных наук в 1966—1968 годах.
В 1968—1970 годах Джон Харрисон Бёрнетт был королевским профессором ботаники в Университете Глазго. Бёрнетт был профессором сельской экономики в Оксфордском университете и сотрудником St John's College в Оксфорде в 1970—1979 годах.
В 1979—1987 годах Бёрнетт был директором и вице-канцлером Эдинбургского университета. В 1982—1983 годах он был президентом Британского микологического общества.
В 1987—1993 годах Бёрнетт был управляющим делами Всемирного совета по биосфере. В 1991—1996 годах он был председателем International Organisation of Plant Information, а в 2000—2005 годах — председателем National Biodiversity Network Trust.
Джон Харрисон Бёрнетт умер в Оксфорде 22 июля 2007 года.

## Научная деятельность
Джон Харрисон Бёрнетт специализировался на семенных растениях.